# Tomaszew (Główiew)
Tomaszew – część wsi Główiew w Polsce, położona w województwie wielkopolskim, w powiecie konińskim, w gminie Stare Miasto. Miejscowość wchodzi w skład sołectwa Główiew.
W latach 1975–1998 miejscowość administracyjnie należała do województwa konińskiego.